# Melitta Klefer
Melitta Klefer, gebürtig Melitta Elfrieda Klefer (* 30. März 1893 in Danzig; † 9. November 1987 in Berlin) war eine deutsche Schauspielerin, Tänzerin und Sängerin bei Bühne, Oper/Operette und Film.

## Leben und Wirken
Melitta Klefer stand schon von Jugend an auf Theaterbühnen. Nach ihrer Ausbildung in Gesang, Tanz und Schauspiel sah man sie zu Beginn ihrer jahrzehntelangen Karriere in der Spielzeit 1907/08 an der Operette des Stadttheaters von Danzig, ihrer Heimatstadt, fünf Jahre später auch am Stadttheater von Posen, wo sie gleichfalls im Bereich Oper/Operette eingesetzt wurde. Kurz darauf erreichte Melitta Klefer Berlin, wo sie in der Endphase des Ersten Weltkriegs zum Film stieß. Auf der Leinwand war sie bis in die frühen Tonfilmjahre hinein eine gut beschäftigte Nebendarstellerin. Klefer-Charaktere waren zumeist Töchter und junge Bräute, im Laufe des Tonfilms wechselte sie allmählich ins Charakterfach.
Melitta Klefer blieb bis in den Zweiten Weltkrieg hinein regelmäßig filmaktiv und war als Freiberuflerin am Theater nur noch selten fest engagiert, so etwa in der Spielzeit 1938/39, als sie dem Ensemble des Theaters im Admiralspalast angehörte. Nach 1945 drehte sie kaum mehr Filme und konzentrierte sich wieder verstärkt auf die Bühnenarbeit. Anfang der 1950er Jahre gehörte sie beispielsweise den kleinen Ensembles der Neuen Deutschen Bühne der Jugend, der Freilichtbühne Rehberge und dem Veranstaltungsring für Westberlin an – überwiegend Tourneebühnen ohne festes Haus. Noch 1957 ging sie in der Folgezeit mit den Berliner Operngastspielen auf Tournee. Von ihren Plattenaufnahmen haben einzelne Lieder die Zeit überstanden, darunter “Wenn du Lust hast” und “O Theophil, o Teophil”. Die Künstlerin starb hochbetagt im Alter von 94 Jahren.

## Filmografie
- 1918: Er oder Er
- 1918: Liebe und Leben, 1. Teil
- 1919: Lachende Herzen
- 1919: Menschen in Ketten
- 1919: Der Weiberfeind
- 1920: Anna Karenina
- 1920: Rheinzauber
- 1920: Lepain, der König der Verbrecher, zwei Teile
- 1921: Banditen
- 1921: In einem kühlen Grunde
- 1922: Am Brunnen vor dem Tore
- 1922: Der falsche Prinz
- 1922: Das Mädel vom Rhein
- 1923: Nur auf den Bergen wohnt das Glück
- 1924: Barfüßele
- 1929: Es war einmal ein treuer Husar
- 1929: Lux, der König der Verbrecher
- 1929: Der Zigeunerprimas
- 1929: Besondere Kennzeichen
- 1930: Aschermittwoch
- 1933: Der Kampf um den Bär
- 1934: Meine Frau, die Schützenkönigin
- 1936: Unter dem Pantoffel (Kurzfilm)
- 1938: Verliebtes Abenteuer
- 1939: Hallo Janine
- 1939: Paradies der Junggesellen
- 1939: Weißer Flieder
- 1941: Leichte Muse
- 1942: Fronttheater
- 1954: Frau Holle
- 1958: Das gab’s nur einmal (als sie selbst)